# Basilov
Basilov je priimek več oseb:
- Jakov Dimitrijevič Basilov, sovjetski general
- Vasilij N. Basilov, ruski antropolog